# شعير بصيلي
الشعير البصيلي نوع نباتي يتبع جنس الشعير من الفصيلة النجيلية.

## الموئل والانتشار
في الوطن العربي ينتشر النبات في المشرق العربي والمغرب العربي، إضافة إلى معظم مناطق حوض البحر الأبيض المتوسط وحوض البحر الأسود. يوجد أيضًا في تركيا وقبرص وإيطاليا ويوجد أيضًا في إيران وباكستان ووسط آسيا.